# Fontaine à soda

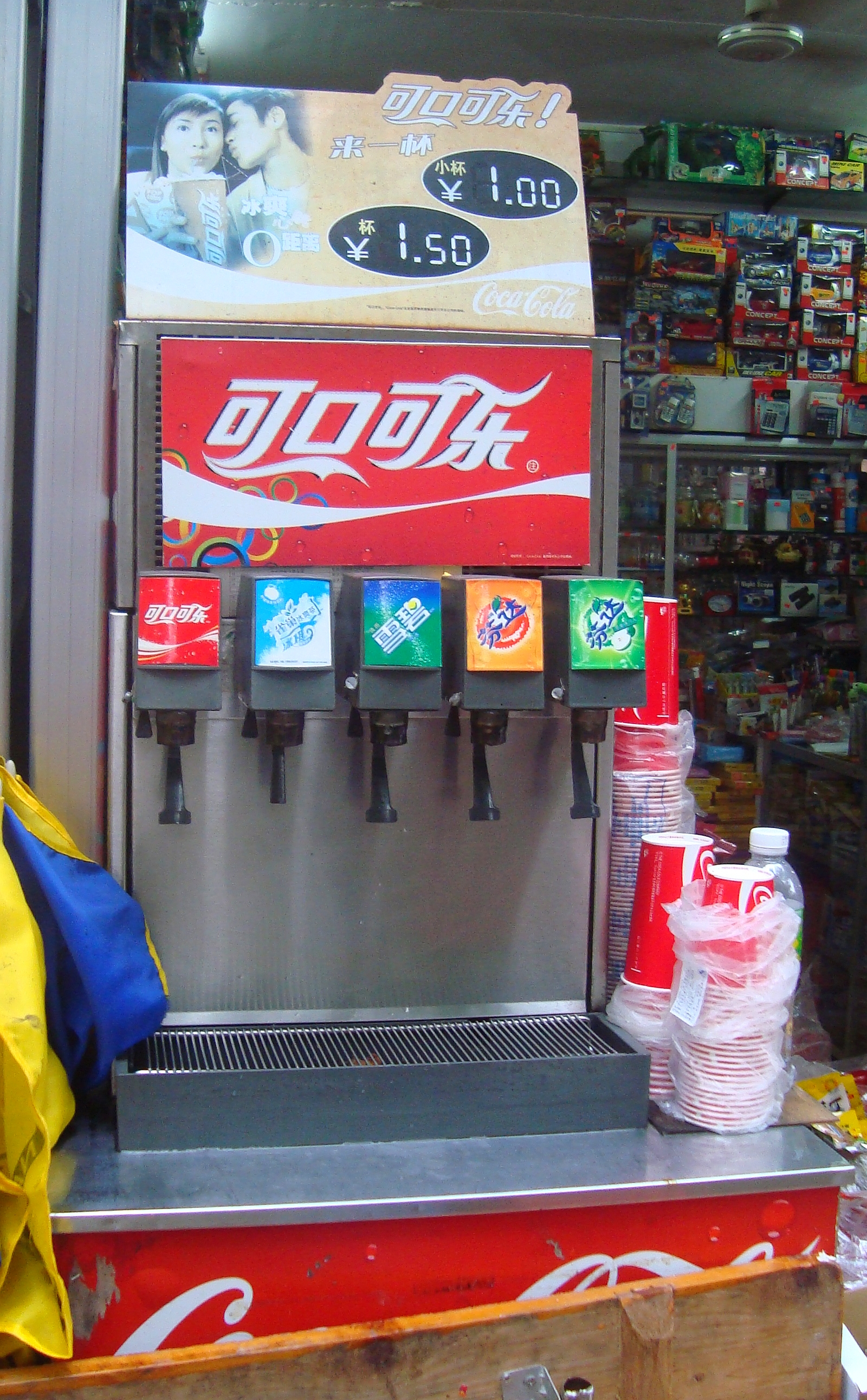
Une fontaine à soda Coca-Cola à Hainan en Chine, avril 2010.

Une fontaine à soda est un dispositif qui distribue des boissons non alcoolisées pétillantes. C'est l'équivalent d'une tireuse à bière pour les sodas. Ce type de fontaine à boissons peut être trouvé dans les restaurants, les stands, des camions-restaurants et d'autres endroits tels que les épiceries.

## Principes
L'appareil mélange un sirop aromatisé ou un concentré de sirop avec du dioxyde de carbone, de l'eau réfrigérée et purifiée pour fabriquer des boissons non alcoolisées. Le mélange est soit manuel avec un robinet, soit dans un distributeur automatique, version automatisée d'une fontaine à soda actionnée par un pistolet à soda. Aujourd'hui, le sirop est souvent pompé à partir d'un récipient spécial appelé bag-in-box (BiB).
À l'origine une fontaine à soda était à la fin du XIXe siècle jusqu'aux années 1950, un ou deux robinets distribuant des boissons pétillantes, des crèmes glacées voir des aliments dans des pharmacies ou de petits comptoirs de restaurations. Le robinet ne délivrait que l'eau pétillante qui était aromatisée ensuite.
Le terme fontaine à soda désigne désormais le dispositif suspendu installé sur un comptoir ou derrière un bar utilisé dans de nombreux pays, dont l'Espagne, la France et le Royaume-Uni.

## Histoire

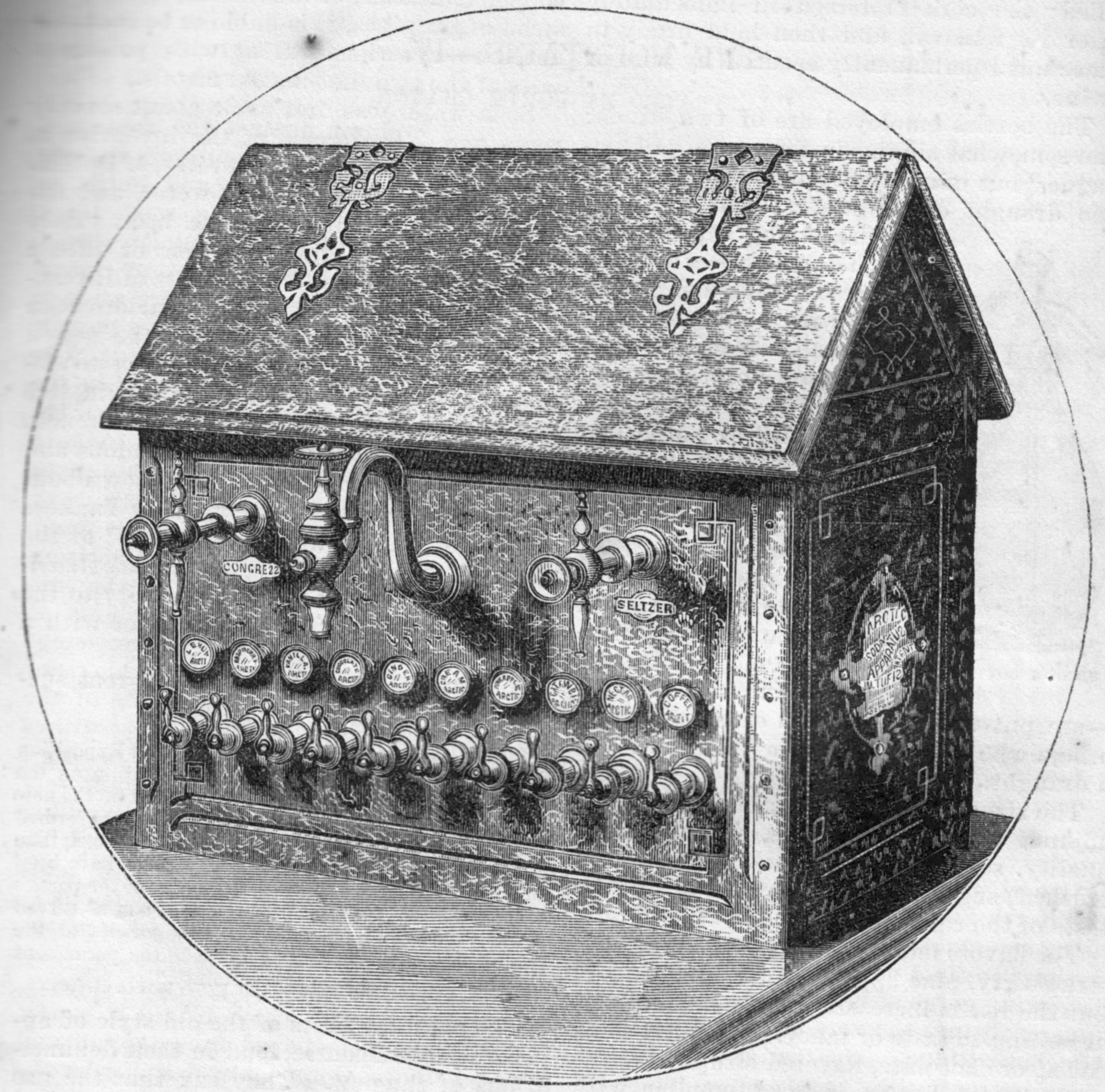
Une ancienne fontaine à soda, d'après une gravure de 1872.

Le principe de la fontaine à soda était une tentative de reproduire les eaux minérales qui jaillissaient de la Terre. De nombreuses civilisations croyaient que boire et se baigner dans ces eaux minérales guérissaient les maladies. De grandes industries ont souvent vu le jour autour des sources chaudes, comme Bath en Angleterre (CE 43) ou les nombreux onsens du Japon.
Bien que les récipients pour embouteiller et transporter l'eau aient fait partie des premières civilisations humaines, l'embouteillage de l'eau a commencé au Royaume-Uni avec la première mise en bouteille d'eau au puits sacré en 1621. La demande d'eau en bouteille a été alimentée en grande partie aux XVIIe et XVIIIe siècles par le regain des cures thermales et de l'hydrothérapie parmi les colons européens et américains. La première eau distribuée commercialement en Amérique a été mise en bouteille et vendue par Jackson's Spa à Boston en 1767. Les consommateurs d'eaux thermales en bouteille croyaient que l'eau de ces sources minérales avait des propriétés thérapeutiques et que se baigner ou boire de l'eau pouvait aider à traiter de nombreux maux courants. La plupart de ces eaux minérales sont pétillantes, et donc l'étaient aussi lors de la mise en bouteille.
Les premiers scientifiques ont tenté de créer des eaux effervescentes aux pouvoirs curatifs, notamment Robert Boyle, Friedrich Hoffmann, Jean Baptiste van Helmont, William Brownrigg, Antoine Laurent Lavoisier et David Macbride. Au début des années 1770, le chimiste suédois Torbern Bergman et (séparément) le scientifique anglais Joseph Priestley inventent un équipement pour saturer l'eau en dioxyde de carbone. En 1774, John Mervin Nooth présente un appareil qui améliore la conception de Priestley. En 1807, Henry Thompson reçoit le premier brevet britannique pour une méthode d'imprégnation de l'eau avec du dioxyde de carbone. On l'appelait communément eau gazeuse, bien qu'elle ne contienne pas de bicarbonate de sodium.

### XIXesiècle: début du marché nord-américain
La fontaine à soda a donc débuté en Europe, mais connaît son plus grand succès aux États-Unis. Benjamin Silliman, professeur de chimie à l'Université Yale, est l'un des premiers à introduire l'eau de soda en Amérique. En 1806, Silliman achète un appareil Nooth et commercialise des eaux minérales à New Haven, Connecticut. Les ventes étant importantes, il construisit un appareil plus grand, ouvrit une salle des pompes et embaucha trois associés. Ce partenariat a ouvert des fontaines à soda à New York et à Baltimore, dans le Maryland. À peu près au même moment, d'autres hommes d'affaires ont ouvert des fontaines à New York et à Philadelphie. Bien que l'entreprise de Silliman ait finalement échoué, il a joué un rôle important dans la popularisation de l'eau gazeuse. 
En 1832, John Matthews de New York et John Lippincott de Philadelphie commencent à fabriquer des fontaines à soda. Les deux ont amélioré l'équipement des fontaines à soda, et l'industrie s'est développée à mesure que les points de vente au détail installaient des fontaines plus récentes et de meilleure qualité. Parmi les autres fabricants pionniers ont peu citer Alvin Puffer, Andrew Morse, Gustavus Dows et James Tufts. En 1891, les quatre plus grands fabricants - Tufts, Puffer, Lippincott et Matthews - forment l'American Soda Fountain Company, un trust (fiducie) conçue pour monopoliser l'industrie. Les quatre fabricants ont continué à produire et à commercialiser des fontaines sous leur nom de société. La fiducie contrôlait les prix et contraignait certains petits fabricants à fermer leurs portes.

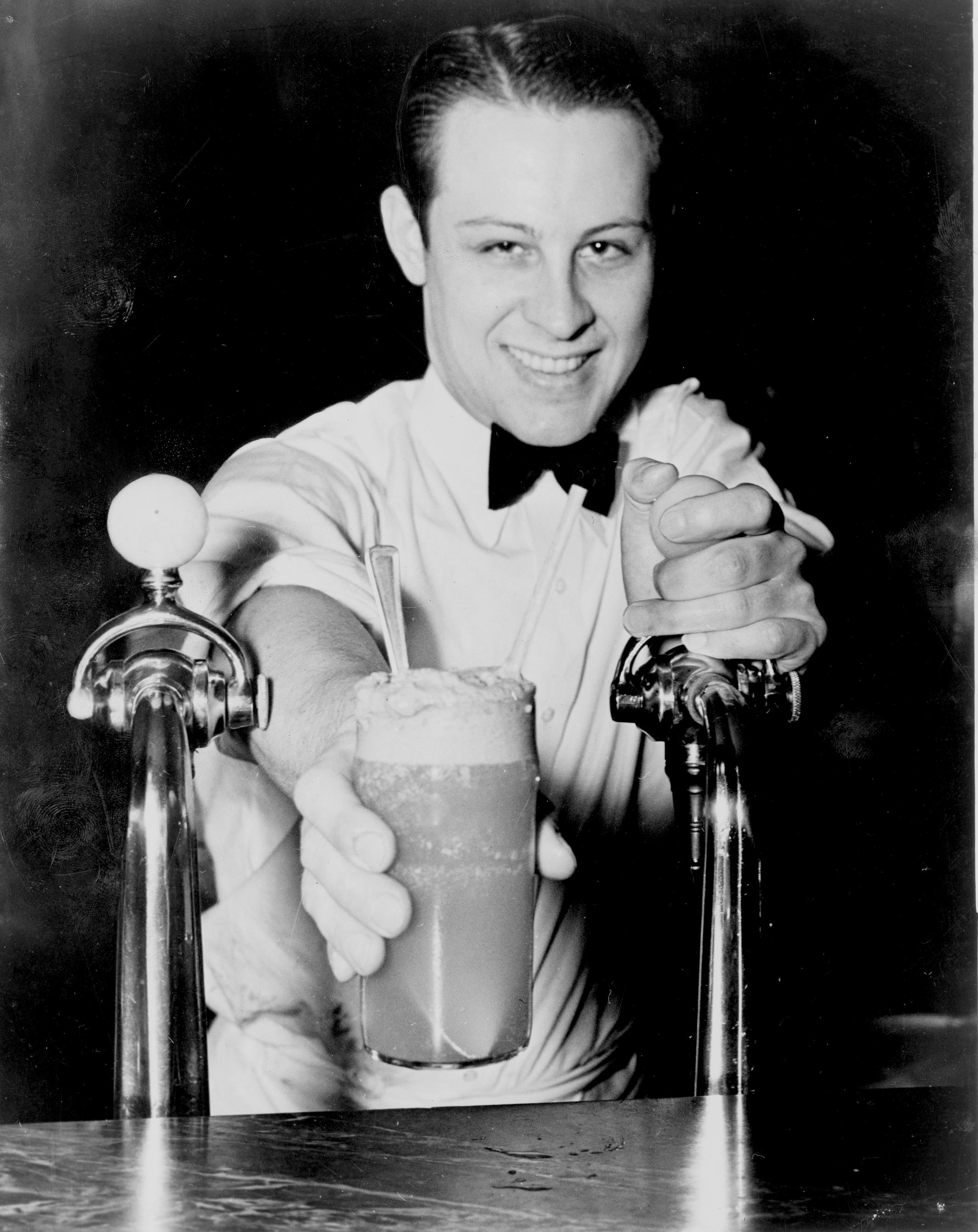
Un "soda jerk" servant un soda à la crème glacée. Sa main gauche repose sur le robinet d'une fontaine à soda (1936)
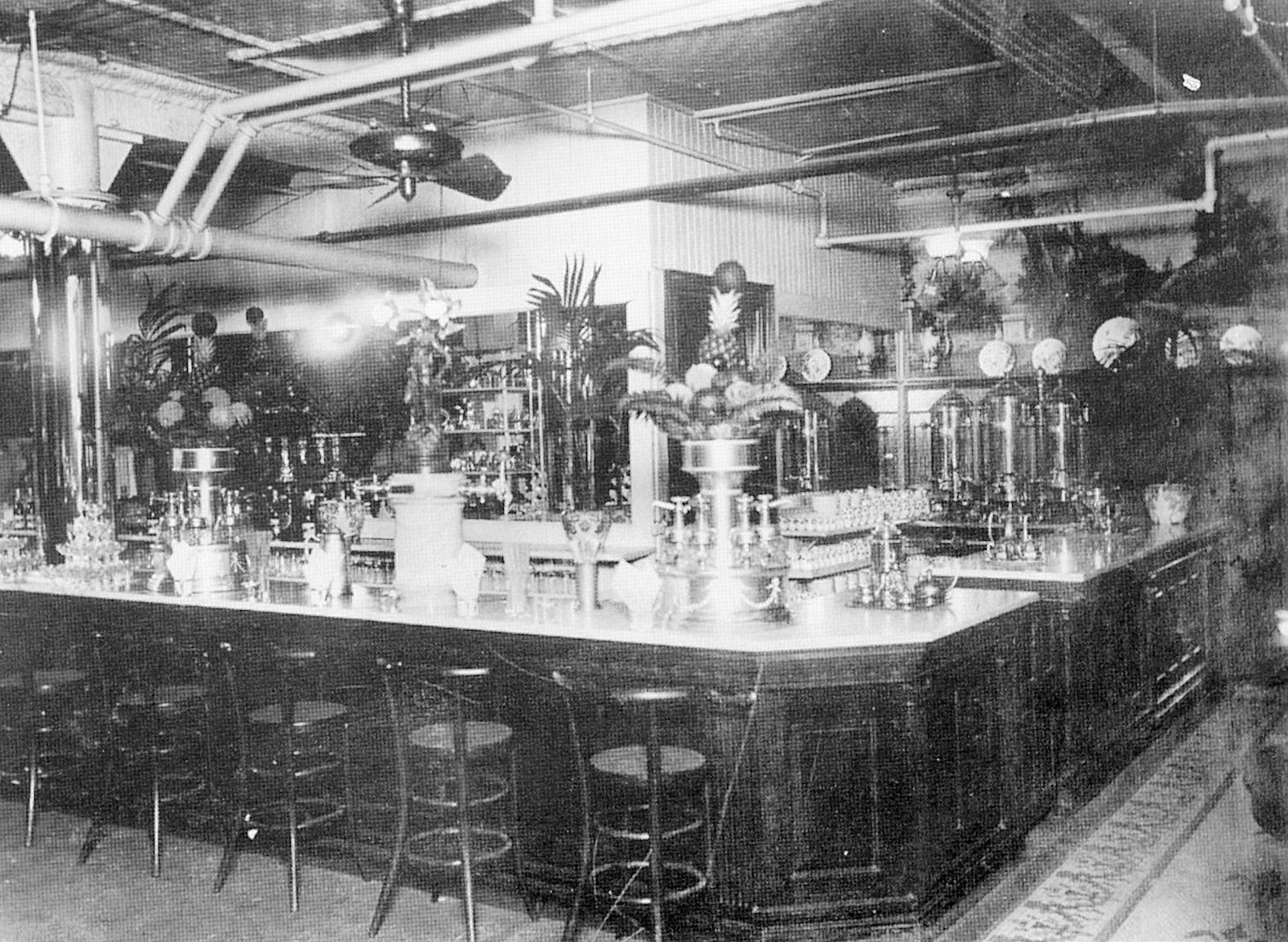
Fontaine à soda Hess Brothers à Allentown PA, 1913

### 1890: Réfrigération mécanique

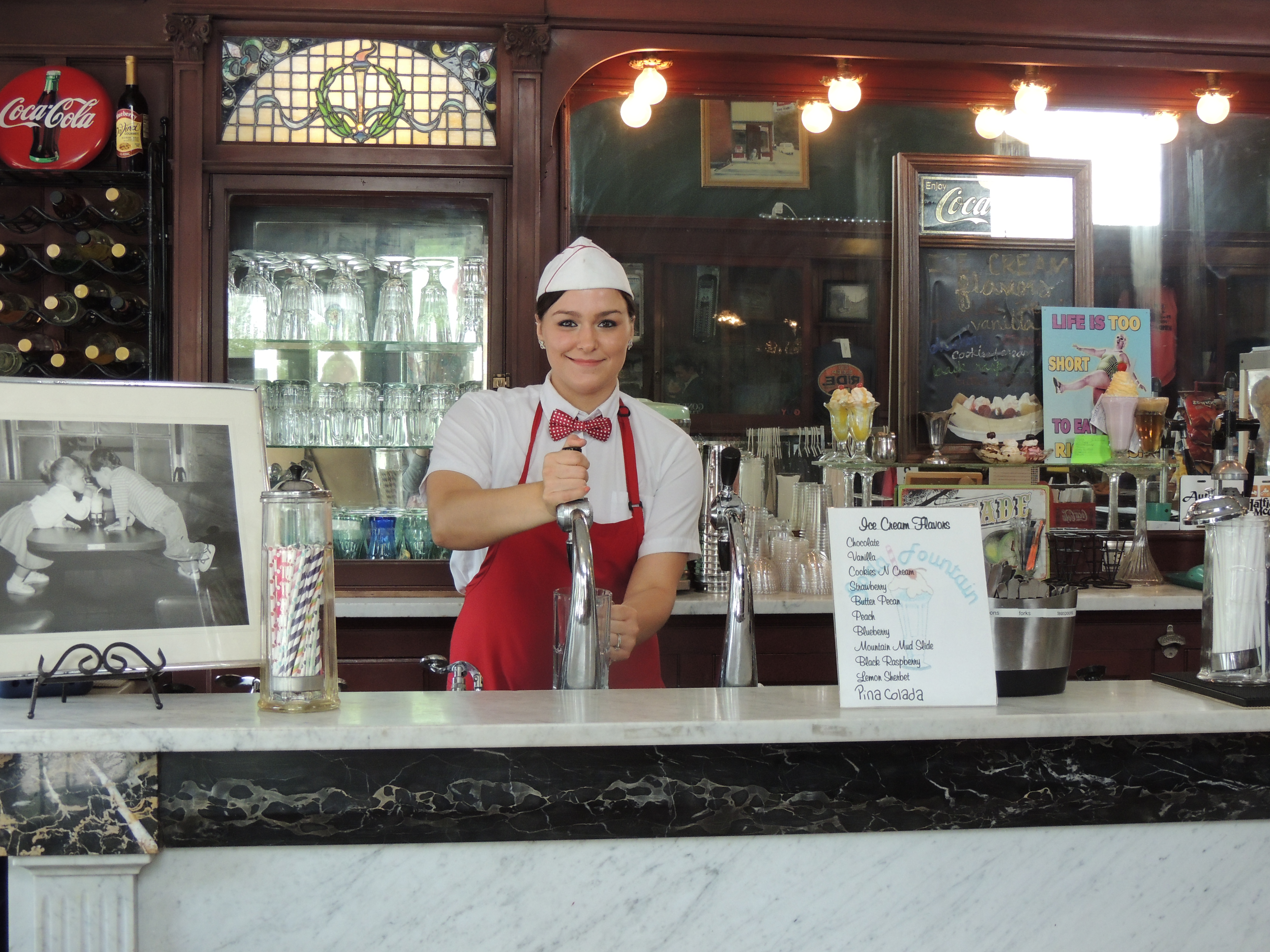
Un " soda jerk " servant un soda à la crème glacée dans un restaurant centenaire à Bramwell, WV (2013)

Avant la réfrigération mécanique, les fontaines à soda utilisaient de la glace pour refroidir les boissons et la crème glacée. Les moissonneuses-batteuses coupent la glace des lacs et des étangs gelés en hiver et stockent les blocs dans des glacières pour une utilisation en été. Au début du XXe siècle, de nouvelles entreprises entrent dans le secteur des fontaines à soda, commercialisant des fontaines "sans glace" qui utilisaient de la saumure.
La LA Becker Company, la Liquid Carbonic Company et la Bishop & Babcock Company dominaient le commerce des fontaines sans glace. En 1888, Jacob Baur de Terre Haute, Indiana fonde la Liquid Carbonics Manufacturing Company à Chicago, devenant ainsi le premier fabricant de dioxyde de carbone liquéfié du Midwest. En 1903, la Liquid Carbonic commence à tester sur le marché son prototype de fontaine sans glace dans une confiserie de Chicago. Louis A. Becker était un vendeur qui a lancé sa propre entreprise de fabrication en 1898, fabriquant la fontaine de soda sanitaire du XXe siècle. En 1904, la société Becker a produit sa première fontaine sans glace. En 1908, William H. Wallace a obtenu un brevet pour une fontaine sans glace et a installé son prototype dans une pharmacie d'Indianapolis. Il a vendu son brevet à Marietta Manufacturing Company, qui a été absorbée par Bishop & Babcock de Cleveland.
Liquid Carbonic a donné naissance à un autre fabricant leader de fontaines à soda, la Bastian-Blessing Company. Deux employés de Liquid Carbonic, Charles Bastian et Lewis Blessing, ont fondé leur entreprise en 1908. Les nouveaux fabricants rivalisent avec l'American Soda Fountain Company et prennent une part importante du marché. La confiance a été brisée et ses sociétés membres ont eu du mal à rester en affaires. Pendant la Première Guerre mondiale, certains fabricants commercialisent des « fontaines à 50 % », qui utilisaient une combinaison de glace et de réfrigération mécanique. Au début des années 1920, de nombreux points de vente achetaient des fontaines à soda utilisant la réfrigération à l'ammoniac.

### Années 1950: apogée et déclin

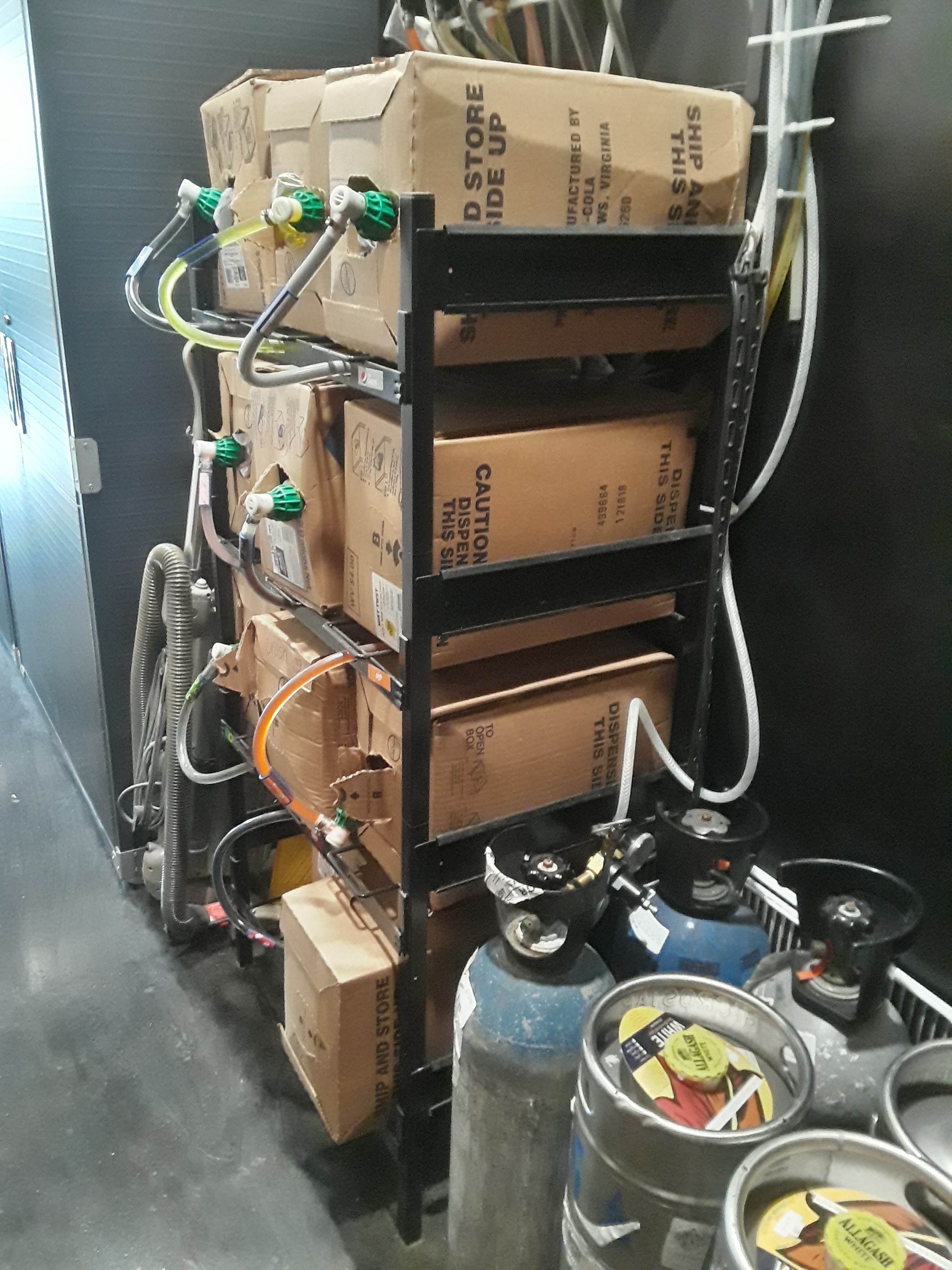
Sirops aromatisés conditionnés pour insertion dans une fontaine à soda contemporaine

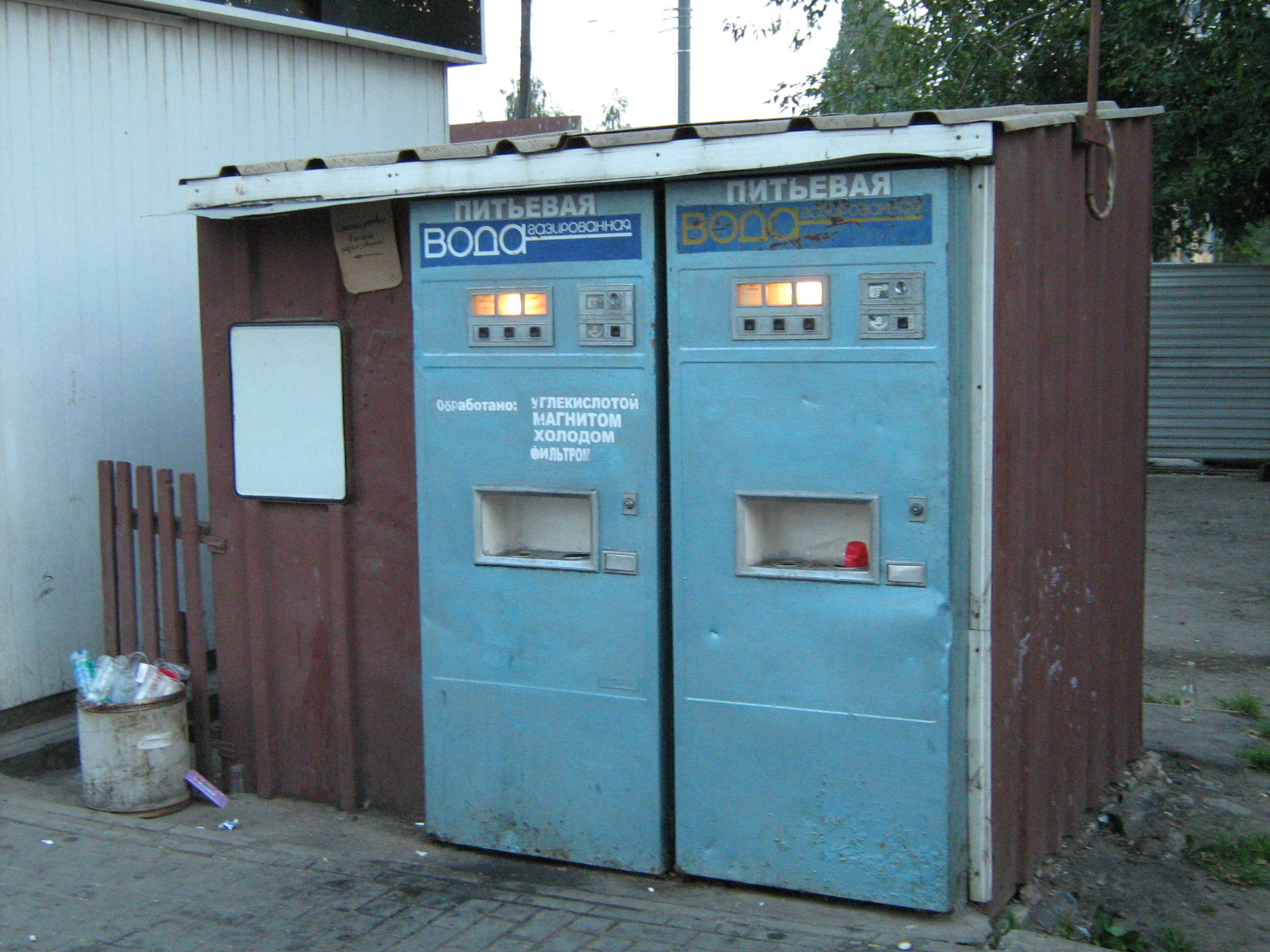
Deux fontaines à soda de style soviétique, Nijni Novgorod, RSFSR Union soviétique, décembre 2007.

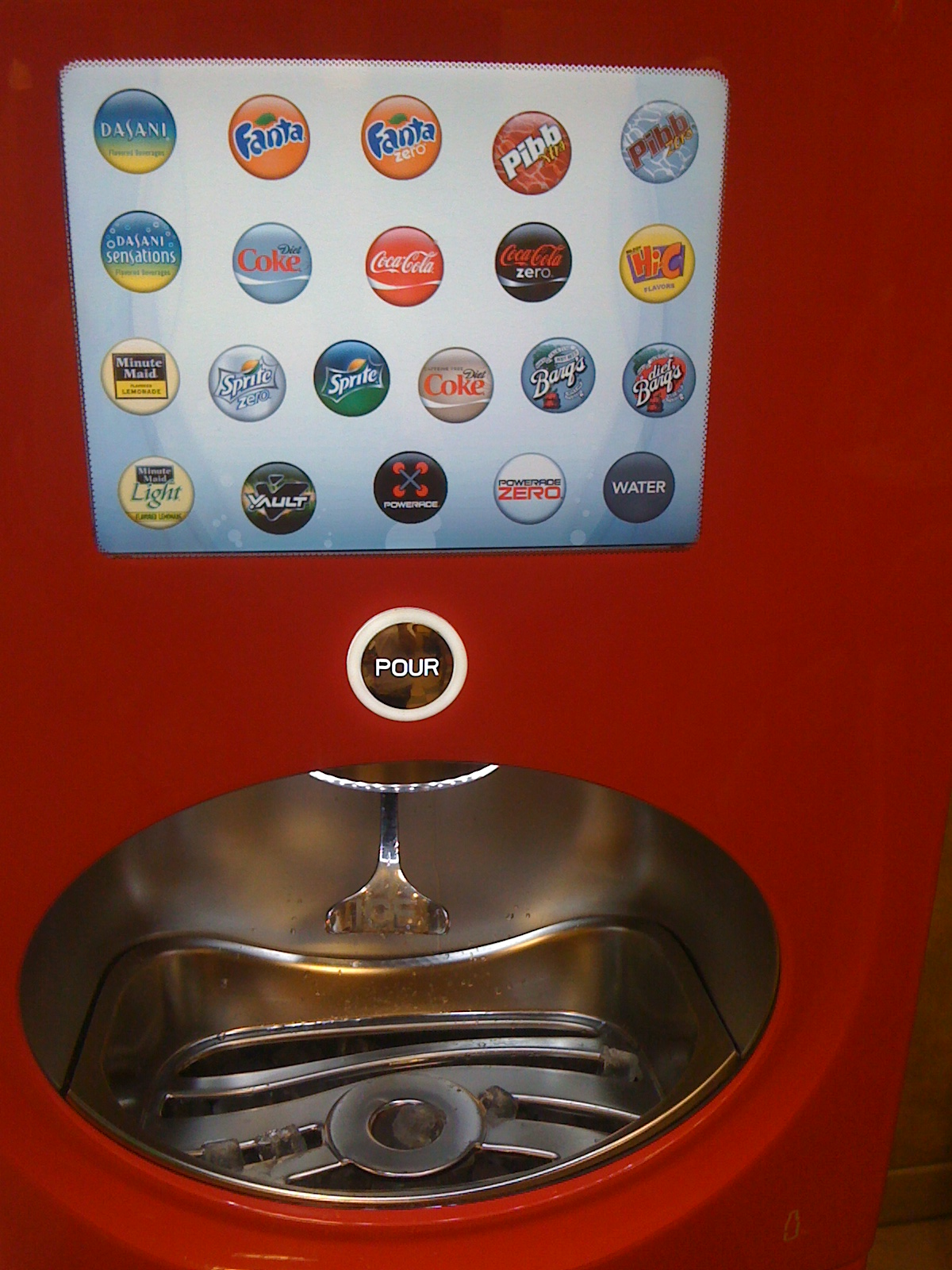
Façade d'une fontaine à soda Coca-Cola Freestyle.

À leur apogée, les fontaines à soda ont prospéré dans les pharmacies, les glaciers, les magasins de bonbons, les magasins à dix sous, les grands magasins, les bars à lait et les gares. Ils remplissaient une fonction importante en tant qu'espace public où les voisins pouvaient socialiser et échanger des nouvelles de la communauté. Au début du XXe siècle, de nombreuses fontaines ont élargi leurs menus et sont devenues des comptoirs-repas, servant des repas légers ainsi que des sodas à la crème glacée, des crèmes aux œufs, des coupes glacées, etc. Les fontaines à soda ont atteint leur apogée dans les années 1940 et 1950.
En 1950, Walgreens, l'une des plus grandes chaînes de pharmacies américaines, a introduit des pharmacies en libre-service complètes qui ont amorcé le déclin de la fontaine à soda comme l'avènement de la culture automobile et l'essor des banlieues. Les restaurants avec service au volant et les points de vente de crème glacée en bordure de route, tels que Dairy Queen, se sont disputé les clients. Les magasins de détail nord-américains sont passés à des distributeurs automatiques de sodas en libre-service vendant des boissons gazeuses préemballées en canettes, et la fontaine à soda à forte intensité de main-d'œuvre ne s'intégrait pas dans le nouveau programme de vente. Aujourd'hui, seule une pincée de fontaines à soda vintage survivent.
Dans les pays du bloc de l'Est, les fontaines à soda en libre-service, situées dans les centres commerciaux, les marchés de producteurs ou simplement sur les trottoirs des zones animées, sont devenues populaires au milieu du XXe siècle. En URSS, un verre d'eau gazeuse se vendait 1 kopeck, tandis que pour 3 kopecks on pouvait acheter un verre de soda aux fruits. La plupart de ces distributeurs automatiques ont disparu depuis 1990 ; il en reste quelques-uns, généralement pourvus d'un opérateur.
En 2009, la Coca-Cola Company lance la Coca-Cola Freestyle, une fontaine à soda avec écran tactile pouvant proposer jusqu'à 165 parfums différents de sa large gamme de produits.